# ملیسا هاتچیسون
ملیسا هاتچیسون(به انگلیسی: Melissa Hutchison) (متولد ۲۴ اکتبر ۱۹۷۵)؛ صداپیشه آمریکایی است که برای صداپیشگی او به عنوان کلمنتاین در مرده راه‌رونده شناخته شده است. او برای این نقش جایزه بهترین اجرا توسط زن از جوایز بازی‌های ویدئویی اسپایک در سال ۲۰۱۳ دریافت کرد.